# Кубок Шотландії з футболу 1895—1896
Кубок Шотландії з футболу 1895–1896 — 23-й розіграш кубкового футбольного турніру у Шотландії. Титул вдруге здобув Гарт оф Мідлотіан.

## Перший раунд
| Команда 1                    | Рахунок | Команда 2             |
| ---------------------------- | ------- | --------------------- |
| 11 листопада 1895            |         |                       |
| Арброт (-)                   | 5:0     | Кінгз Парк (-)        |
| Блентайр (-)                 | 1:12    | Гарт оф Мідлотіан (1) |
| Іст Стерлінгшир (-)          | 2:3     | Гіберніан (1)         |
| Лочгеллі Юнайтед (-)         | 2:1*    | Рейт Роверз (-)       |
| Грінок Мортон (2)            | 2:3     | Данді (1)             |
| Полтон Вейл (-)              | 0:3     | Клайд (1)             |
| Рентон (2)                   | 1:0     | Ковденбіт (-)         |
| Сент-Бернардс (1)            | 8:1     | Клекманнан (-)        |
| Сент-Джонстон (-)            | 4:3     | Данді Вондерерс (-)   |
| Сент-Міррен (1)              | 7:0     | Аллоа Атлетік (-)     |
| 18 січня 1896                |         |                       |
| Енбенк (-)                   | 3:2     | Кілмарнок (2)         |
| Ейр (-)                      | 3:2     | Аберкорн (2)          |
| Селтік (1)                   | 2:4     | Квінз Парк (-)        |
| Дамбартон (1)                | 1:1     | Рейнджерс (1)         |
| Порт-Глазго Атлетік (2)      | 4:2     | Артурлі (-)           |
| Терд Ланарк (1)              | 6:0     | Літ Атлетік (2)       |
| 25 січня 1896 (перегравання) |         |                       |
| Рейнджерс (1)                | 3:1     | Дамбартон (1)         |
| 1 лютого 1896 (перегравання) |         |                       |
| Лочгеллі Юнайтед (-)         | 2:5     | Рейт Роверз (-)       |

* - результат скасовано, було призначено повторний матч.

## Другий раунд
| Команда 1         | Рахунок | Команда 2               |
| ----------------- | ------- | ----------------------- |
| 25 січня 1896     |         |                         |
| Арброт (-)        | 3:1     | Сент-Джонстон (-)       |
| Квінз Парк (-)    | 8:1     | Порт-Глазго Атлетік (2) |
| Рентон (2)        | 2:1     | Клайд (1)               |
| Сент-Бернардс (1) | 2:0     | Енбенк (-)              |
| Терд Ланарк (1)   | 4:1     | Данді (1)               |
| 1 лютого 1896     |         |                         |
| Ейр (-)           | 1:5     | Гарт оф Мідлотіан (1)   |
| Рейнджерс (1)     | 5:0     | Сент-Міррен (1)         |
| 8 лютого 1896     |         |                         |
| Гіберніан (1)     | 6:1     | Рейт Роверз (-)         |

## Чвертьфінали
| Команда 1                     | Рахунок | Команда 2             |
| ----------------------------- | ------- | --------------------- |
| 8 лютого 1896                 |         |                       |
| Арброт (-)                    | 0:4     | Гарт оф Мідлотіан (1) |
| Квінз Парк (-)                | 2:3     | Сент-Бернардс (1)     |
| Терд Ланарк (1)               | 3:3     | Рентон (2)            |
| 13 лютого 1896                |         |                       |
| Рейнджерс (1)                 | 2:3     | Гіберніан (1)         |
| 15 лютого 1896 (перегравання) |         |                       |
| Рентон (2)                    | 2:0     | Терд Ланарк (1)       |

## Півфінали
| Команда 1             | Рахунок | Команда 2         |
| --------------------- | ------- | ----------------- |
| 8 лютого 1896         |         |                   |
| Гарт оф Мідлотіан (1) | 1:0     | Сент-Бернардс (1) |
| Гіберніан (1)         | 2:1     | Рентон (2)        |

## Фінал
| 14 березня 1896 15:00 (CET) |

| Гарт оф Мідлотіан (1)            | 3:1      | Гіберніан (1) |
| -------------------------------- | -------- | ------------- |
| Д.Бейрд 3' (пен.) А.Кінг В.Майкл | Протокол | Джо О'Нейл    |

| Лоуджі-Грін, Единбург Глядачів: 16 034 |